# 시모다 아사미
시모다 아사미(일본어: 下田 麻美, 1986년 1월 30일 ~ )는 일본의 성우이자 연극배우이다. 돗토리현 출신. 아츠비전 소속. 별명은 「아사퐁」등.

## 경력
- 2005년에 가동한 업소용 게임 「THE IDOLM@STER」의 후타미 아미·마미역으로 본격적으로 데뷔(수록 개시는 2003년부터)
- 성우 카노 마리와 유닛 elements(엘레멘츠)를 결성하여 2007년 6월 무렵부터 2010년 3월까지 활동하였다.
- 2007년에 발매된 VOCALOID2 「카가미네 린·렌」의 음성 데이터의 제공자로, 캐릭터로서의 카가미네 린·렌의 목소리 외에도 추가 라이브러리를 위한 음성 수록에 참가하였다.
- 2008년의 TV 애니메이션 「오늘의 5의 2」의 출연 성우들로 구성한 유닛 Friends는 프로그램 종료 후 2009년 10월까지 활동하였다.
- 2009년 6월에 본인 명의로서는 첫 솔로 앨범 「Prism」를 릴리즈. 그와 연동해 니코니코 동화에 「시모다 아사미 채널」이 개설되었다.

## 인물·에피소드
별명 「아사퐁」은 라디오 프로그램에 게스트로 출연했을 때에, 청취자의 투고로 「아사퐁」이라고 불린 것을 계기로 본인이 정했다. 다른 애칭으로 「아-사-」, 「겟땅」, 「퐁쨩」등.
고교생 때 성우 양성소의 특별우대생으로 합격해, 고교 재학 중에는 거주지가 있는 톳토리와 도쿄를 야행 버스 등으로 주 1회 왕복하는 생활을 하였다.
같은 소속 사무소의 성우 카노 마리와 유닛 elements를 결성해 자주활동으로 라이브를 실시했다. 약 3년간에 춘하추동 각각을 테마로 한 4회의 라이브를 실시해, 2010년 3월의 라이브를 끝으로 활동을 종료했다.
게임·아이돌 마스터에 수록된 「에이전트 밤을 가다」라는 곡을 그녀가 노래할 때 「일본어: 溶かしつくして 토카시츠쿠시테[*]→녹여줘」라는 가사가 게임 내에서 「토카치츠쿠치테」라고 들려서 팬들 사이에서 매우 큰 이슈가 되었다.
라디오 프로그램 「시모다 아사미의 초라지!Girls」방송 제1회에서, 미네랄 워터를 마셨을 때에 무심코 「대지의 맛이 난다!」라고 했던 것이 먹혀 들어서, 프로그램 개시 애니메이션이나 프로그램 상품에도 사용되었다.
2013년 4월 14일에 한국에 처음으로 내한. 일본에서도 서비스하고 있는 MMO게임 ‘그라나도 에스파다’의 세계대회가 신도림 테크노마트에서 열렸고, 해당 행사의 일본쪽 중계 MC를 하기 위해 내한했다.

## 출연작
※굵은 글씨는 주역, 메인 캐릭터

### TV 애니메이션
2006년
- 소녀는 언니를 사랑한다(여자 학생)

2007년
- 아이들의 시간(남자 학생)
- 정령의 수호자(가키 대장의 여동생)
- D.C.II ~다·카포 II~(학생)
- 로비와 케로비(토끼, 알람 시계, 아이 A, 오퍼레이터 1, 여성 사원, 우메코)

2008년
- 오늘의 5의 2(코이즈미 치카)
- 은혼(마츠노 형제(1인 11역))
- true tears(아사미, 점원, 일반 학생 E, 여자 학생 A)
- 푸루룽! 시즈쿠쨩 아핫☆(마을의 거주자)
- 얏타맨(제2작)(츠네오)
- 로자리오와 뱀파이어(학생)

2009년
- 카나메모(오오츠카 씨)
- 흑집사(짐)
- 타유타마 -Kiss on my Deity-(카와이 아메리)

2010년
- 학생회 임원들(츠다 코토미, 아라카키 마코)
- B형 H계(야마다 치카)
- 공주 체인! 동화틱 아이돌 리루푸릿(카에데)

2011년
- THE IDOLM@STER(후타미 아미, 후타미 마미)
- IS 〈인피니트·스트라토스〉(팡 링잉)
- 쥬얼 펫 팅클☆(사간)
- 고양이신 팔백만(시라사키 하스미)
- 47도도부견(톳토리개)

2012년
- 오빠지만 사랑만 있으면 상관없잖아(사와타리 긴베 하루오미)
- 카드 파이트!! 뱅가드 아시아 서킷편(리·센론)

2013년
- 아이 엠 스타! (오토시로 세이라)

2014년
- 학생회 임원들 * (츠다 코토미)
- 평범한 여학생이 지방 아이돌을 해봤다 (니시후카이 사오리)

### OVA
2007년
- 스트레이트·자켓(아이)

2008년
- THE IDOLM@STER LIVE FOR YOU! 오리지널 애니메이션 DVD(후타미 아미, 후타미 마미)

2009년
- AIKa ZERO(시라이시 카나)
- OAD 오늘의 5의 2 방과후(코이즈미 치카)

2010년
- “문학소녀”회고록 III -사랑에 빠진 소녀의 광상곡-(모리쨩 / 모리 쿠라라)

2011년
- IS〈인피니트·스트라토스〉앵콜 사랑에 애타는 6중주(팡 링잉)
- 학생회 임원들(츠다 코토미)
  - 「돌아온 학생회 임원들」※DVD포함 5권 한정판
  - 「장난아닌 오빠/어려운 일도 웃는 얼굴로 해내는 스즈쨩은 장하구나/아동회 임원들」※DVD포함 6권 한정판
- 톳토리현 서부의 민화 (나레이션과 등장인물 아리모토 킨류와)

2012년
- 아침까지 수업Chu!(카가미 유우키)※단행본 3권의 특장판에 부속.
- 학생회 임원들(츠다 코토미)
  - 학생회 임원들 OVA
  - DVD포함 7권 한정판
- 고양이신 팔백만(시라사키 하스미)

### 극장 애니메이션
2010년
- 극장판“문학소녀”(모리쨩 / 모리 쿠라라)

2012년
- 와스레나구모(헨미 미즈키)

2025년
- 극장판 프로젝트 세카이 부서진 세카이와 전해지지 않는 미쿠의 노래(카가미네 린)

### Web 애니메이션
2007년
- 와르가미사마(첼시)

2011년
- 코피한(미하시라 사야)

### 게임
2005년
- THE IDOLM@STER(후타미 아미·후타미 마미)
- 리얼라이즈 -Panorama Luminary-(에리 PS2판만)

2006년
- PK배틀! 비스트 킥커(사무라 킥커)

2007년
- THE IDOLM@STER (Xbox 360)(후타미 아미·후타미 마미)
- 디어 피아니시모 루프란(피아노)
- 원더 킹(여자 마법사 보이스 실장으로부터)

2008년
- THE IDOLM@STER LIVE FOR YOU!(후타미 아미·후타미 마미)
- 코즈믹 브레이크(리리레인, 크림 로제, 크림 로제.W, 라즈플럼 LOUD)
- 티어즈 투 티아라 화관의 대지(아이)
- D.C.II P.S. ~다·카포 II~플러스 시츄에이션(아사히나 미키, 코히나타 유즈)
- 쓰르라미 울 적에 반 상(미나이 마도카)

2009년
- THE IDOLM@STER SP 원더링 스타(후타미 아미·후타미 마미)
- THE IDOLM@STER SP 퍼펙트 선(후타미 아미·후타미 마미)
- THE IDOLM@STER SP 미싱 문(후타미 아미·후타미 마미)
- THE IDOLM@STER Dearly Stars(후타미 아미·후타미 마미)
- 안티포나의 성가희 ~천사의 악보 Op.A~(아니마트, 달)
- 키모카와E!(스즈키 아이라)
- 괜히 억척스러울 리가 없어! ~던전 메이커 걸즈 타입~(레이디·오필리아)
- 타유타마 -Kiss on my Deity-(Xbox 360)(카와이 아메리)
- 데스티니 링크스(시내 소년)
- NUGA-CEL!(팔레트)
- 퍼즐 -우리의 48시간 전쟁-(나카무라 아즈사)
- 하츠네 미쿠 -Project DIVA-(시모다 아사미 feat.카가미네 린·렌)
- 루미너스아크 3(히나·히요)

2010년
- Canvas3 ~칠색의 기적~(츠카하라 히이라기 PSP판 추가 히로인)
- 샤이닝·포스 크로스레이드(미스크, 멜, 시스템 보이스, 테마곡 가창 2010년 11월 25일 전국 가동)
- 팅클☆크루세이더-GoGo!(타카하시 사치호)
- 더욱 NUGA-CEL!(팔레트)
- 복숭아빛 대전 파이론(프림베르·스라트·르·후르르·드·스리제 애칭：프림 2010 연 10월 29일)

2011년
- THE IDOLM@STER 2(후타미 마미, 후타미 아미)
- 퀸즈 게이트 스파이럴 카오스(아류타=카토스)
- 블랙★락 슈터(나페)
- 마계전기 디스가이아 4 (데스젯트, 오프닝 테마 「라스트 인게이지」를 하세가와 아키코와의 유닛 Secret Character가 가창)
- 복숭아색 대전 파이론 (아즈마 케이)

2012년
- 이 방은 귀가하지 않는 부가 점거했습니다. 포터블(사쿠라에 유스라)
- CONCEPTION 내 아이를 낳아 줘!(코렛트)
- 터치, 하자! ~Love Application~(키노사키 카야)
- 도돈파치 최대왕생(통신 오퍼레이터)
- 어나더 프린세스

### 게임 악곡
- 태고의 달인 시리즈 수록곡(오리지널 곡)
  - 「도로론걸」(시모다 아사미 2010년 7월 1일 태고의 달인 DS 도로론!요괴대결전!! 메인 테마곡)
  - 「원냐월드」(시모다 아사미, 카가미네 린, 카가미네 렌　2011년 7월 14일 수록 타이틀 「태고의 달인 포터블 DX」, 「태고의 달인 Wii 결정판」)

### CD
- THE IDOLM@STER (PROJECT IM@S) 관련 음반 다수(후타미 아미·마미)
- Prism (09년 6월 10일 발매)

### 라디오
- Voice of A&G Digital 시모다 아사미의 초라지! Girls（분카방송 초!A&G+, 2008년 10월 6일 - 2010년 9월 27일)
- RADIO IS - 히카사 요코와 공동진행. (분카방송 초!A&G+, 2011년 1월 1일 - )
- 이노우에 마리나·시모다 아사미의 IT혁명! - 이노우에 마리나와 공동진행. (분카방송 초!A&G+, 2011년 4월 6일 - )
- 라디오de아이마CHU!! - 니고 마야코, 하세가와 아키코와 공동진행. (인터넷 라디오, 2011년 4월 21일 - )

### 기타
- VOCALOID 캐릭터 보컬 시리즈 2탄 카가미네 린·렌
- 후지타 사키와 시모다 아사미의 TDKI (인터넷 동영상 방송, 2007년 12월 - 2008년 2월)